# Иванов, Владимир Васильевич (чекист)
Владимир Васильевич Иванов (1909—1966) — сотрудник советских органов государственной безопасности, начальник секретариата Особого совещания НКВД/МВД СССР, генерал-майор (1945, лишён звания в 1955).

## Биография
Сын кондуктора. Образование получил в Ленинградском автодорожном институте в 1934. Работал на заводах электросварщиком, инженером. В сентябре 1929 вступил в ВКП(б). С мая 1937 — в наркомате совхозов СССР. Затем направлен на работу в НКВД СССР. С 26 декабря 1938 — следователь следственной части НКВД СССР. С 4 сентября 1939 — начальник секретариата Особого совещания при наркоме внутренних дел. 25 декабря 1946 переведён на работу в МГБ СССР, где занял подобную должность. С июля 1948 — уполномоченный Совета министров СССР, а с апреля 1952 — заместитель начальника 2-го Главного управления при Совете министров СССР. Все эти годы занимался обеспечением безопасности исследований по ядерному оружию, прежде всего по сырью — урану. После смерти И. В. Сталина и создания объединённого МВД вновь с 6 апреля 1953 стал секретарём Особого совещания.
27 июля 1953 освобождён от должности, а 16 декабря 1953 уволен из МВД СССР. С ноября 1953 по январь 1954 работал начальником спецотдела Главного управления советским имуществом за границей. 3 января 1955 как «дискредитировавший себя за время работы в органах» лишён звания генерал-майора и уволен на пенсию.

## Награды
- орден Ленина;
- орден Трудового Красного Знамени;
- орден Красной Звезды 20.09.1943;
- орден «Знак Почета» 26.04.1940;
- знак «Заслуженный работник НКВД» 04.02.1942;
- 3 медали.